# Shō Aoyagi
Shō Aoyagi (青柳 翔 Aoyagi Shō?,  Sapporo, Hokkaidō, 12 de abril de 1985) es un actor japonés.

## Carrera
En 2006, Aoyagi compitió como cantante en el programa de televisión Vocal Battle Audition. A pesar de haber sido derrotado en la segunda ronda fue invitado por el organizador a participar en una obra de teatro. Tomó clases de actuación y canto en EXPG (Exile Professional Gym), tiempo durante el cual aumentó su interés en perseguir una carrera como actor.
Debutó en enero de 2009 como actor en la obra de teatro Attack No.1, y en agosto del mismo año se convirtió en miembro de la compañía teatral Gekidan Exile.

## Filmografía

### Cine
| Año  | Título                                  | Director                                          | Papel                    | Nota  |
| ---- | --------------------------------------- | ------------------------------------------------- | ------------------------ | ----- |
| 2010 | Futatabi                                | Toshi Shioya                                      | Kenzaburo Kijima (joven) |       |
| 2012 | Mengeki!                                | Ryô Shiki                                         | Shinnosuke Hongo         |       |
| 2012 | Konshin                                 | Yoshinari Nishikôri                               | Hideaki Sakamoto         |       |
| 2012 | Kyō, koi o hajimemasu                   | Takeshi Furusawa                                  | Hiroshi Hananoi          |       |
| 2013 | Yuda                                    | Izumi Ohtomi                                      | Ohno                     |       |
| 2013 | Sango renjā                             | Yûji Nakamae                                      | Yajima                   |       |
| 2014 | Tôkyô Nanmin                            | Kiyoshi Sasabe                                    | Junya                    |       |
| 2014 | Sesshi 100 do no binetsu                | Koichi Okamoto                                    | Riku Igarashi            |       |
| 2014 | Ju-on: Owari no hajimari                | Masayuki Ochiai                                   | Naoto Miyakoshi          |       |
| 2015 | Yakuza Apocalypse                       | Takashi Miike                                     | Angus                    |       |
| 2016 | Tatara Samurai                          | Yoshinari Nishikôri                               | Gosuke                   |       |
| 2017 | Misutâ Ron                              | Sabu                                              | Kenji                    |       |
| 2017 | High & Low: The Movie 2 - End of Sky    | Ver listaShigeaki Kubo Tsuyoshi Nakakuki          | Tsukumo                  |       |
| 2017 | High & Low: The Movie 3 - Final Mission | Ver listaShigeaki Kubo Tsuyoshi Nakakuki          |                          |       |
| 2018 | Tokyo Sentimental: Ochanomizu no Koi    | Kana Matsumoto                                    |                          |       |
| 2018 | Uta Monogatari: Cinema Fighters Project | Ver listaMomoko Andô Isamu Hirabayashi Yûya Ishii | So Tokura                |       |
| 2018 | Jam                                     | Sabu                                              | Hiroshi Yokoyamada       |       |
| 2021 | Korô no chi: Level 2                    | Kazuya Shiraishi                                  | Kenichi Kanbara          |       |
| 2022 | Alivehoon                               | Ten Shimoyama                                     | Souichiro Kobayashi      |       |
| 2022 | Tyida                                   | Yûji Nakamae                                      | Koji Tachibana           | [ 3 ] |
| 2023 | One Percenter                           | Yûdai Yamaguchi                                   | Takenouchi               | [ 4 ] |

### Televisión
| Año       | Título                                     | Papel              | Nota           |
| --------- | ------------------------------------------ | ------------------ | -------------- |
| 2011      | Lady: Saigo no hanzai purofairu            | Misawa Akiyoshi    | 10 episodios   |
| 2011      | Rokudenashi Blues                          | Taison Maeda       | 12 episodios   |
| 2011      | Watashi ga ren'ai dekinai riyuu            | Enomoto Shinji     | 4 episodios    |
| 2012      | Clover                                     | Itta Akai          | 12 episodios   |
| 2012      | Kekkon shinai                              | Tachibana Yoichiro | 6 episodios    |
| 2013      | Gozen 3-ji no muhou chitai                 |                    | Serie          |
| 2013      | Apoyan - Hashiru Kokusai Kûkô              | Sunaga Toshikazu   | 7 episodios    |
| 2013      | Kumo no Kaidan                             | Masaki Nogami      | 10 episodios   |
| 2013      | Shikeidai no 72-jikan                      |                    | 2 episodios    |
| 2014      | Shitamachi bobusurê                        |                    | 3 episodios    |
| 2014      | Jishaku otoko                              |                    | Película de TV |
| 2014      | Out Burn: Marubo no onna deka Yagami Eiko  |                    | Película de TV |
| 2014      | Zero no shinjitsu: Kansatsui Matsumoto Mao | Yoshito Kodama     | 8 episodios    |
| 2014      | Seijo                                      | Katsuki Nakamura   | 7 episodios    |
| 2014      | First Class                                |                    | 10 episodios   |
| 2014      | Â, rabuhoteru gôka-ban                     |                    | Serie          |
| 2015      | Utsukushiki wana: Zanka ryôran             | Keiichi Ochiai     | 10 episodios   |
| 2015      | Wairudo hîrôzu                             |                    | 10 episodios   |
| 2015      | Unfair the Special: Double Meaning Rensa   |                    | Película de TV |
| 2015      | Jishaku otoko 2015                         |                    | Película de TV |
| 2015-2016 | High & Low: The Story of S.W.O.R.D.        |                    | 23 episodios   |
| 2016      | Kinpika                                    |                    | 5 episodios    |
| 2017      | Shimo Kitazawa Diehard                     |                    | 1 episodio     |
| 2017      | Medamayaki no kimi Itsu tsubusu?           |                    | 4 episodios    |
| 2017      | Ashita no yakusoku                         | Shuhei Kojima      | 10 episodios   |
| 2018      | Kuinige kirâ                               | Shôgo Kawatani     | Película de TV |
| 2018      | Konda Teru no Gôhô Reshipi                 | Musashi Rosu       | 10 episodios   |
| 2018      | Shufu Katsu                                | Yosuke Kuraki      | 8 episodios    |
| 2019      | Akutoo Kagaisha Tsuiseki Chousa            | Yoichi Sakagami    | 6 episodios    |
| 2020      | 13                                         | Toshihiko Nagai    | Miniserie      |
| 2020-2022 | Alice in Borderland                        | Aguni Morizono     | 10 episodios   |
| 2021      | Watashi no otto wa reizôko ni nemutte-iru  | Kosuke Karasawa    | 6 episodios    |
| 2021      | Shefu wa meitantei                         | Kensuke Minamino   | 1 episodio     |
| 2021      | Jam: The Drama                             | Hiroshi Yokoyamada | Miniserie      |
| 2023      | Nami yo Kiite Kure                         |                    | 1 episodio     |
| 2023      | Get Ready!                                 | Keiichiro Kuraki   | 1 episodio     |
| 2023      | Mama wa bâtendâ                            |                    | 1 episodio     |
| 2023      | Banshaku no ryûgi                          |                    | 1 episodio     |
| 2023      | Code: Negai no Daisho                      | Atsushi Kai        | 6 episodios    |